# Impatiens tienchuanensis
Impatiens tienchuanensis är en balsaminväxtart som beskrevs av Yi Ling Chen. Impatiens tienchuanensis ingår i släktet balsaminer, och familjen balsaminväxter. Inga underarter finns listade i Catalogue of Life.